# Ullà
Ullà és un municipi de la comarca del Baix Empordà. Pels seus terrenys corre el riu Ter i amb un sector muntanyós pel Massís del Montgrí.
Un sector al nord-est del municipi forma part del Parc Natural del Montgrí, les Illes Medes i el Baix Ter.

## Geografia
- Llista de topònims d'Ullà (Orografia: muntanyes, serres, collades, indrets..; hidrografia: rius, fonts...; edificis: cases, masies, esglésies, etc).

| Entitat de població | Habitants (2023) |
| la Roqueta          | 616              |
| Ullà                | 577              |
| Font: Idescat       |                  |

## Història
Va pertànyer als comtes d'Empúries i després va passar al bisbat de Girona. En el seus carrers conserva antics edificis gòtics i renaixentistes del seu passat medieval.
L'església de Santa Maria és neoclàssica sobre una altra edificació anterior romànica de 1362, amb l'advocació de Sant Andreu, de la qual es conserva una petita part de l'absis. En el seu interior es pot venerar la talla policromada de la Verge de la Fossa, romànica provinent de l'antic monestir de Santa Maria d'Ullà.
Prop d'Ullà es troba l'Ermita de Santa Caterina (Torroella de Montgrí), que va ésser començada l'any 1392.

## Economia
Conreu de cereals, hortalisses i arbres fruiters, sobretot de pomers i presseguers que ha fet fundar en la població la Cooperativa dels Fructicultores de la Costa Brava.

## Demografia
| 1497 | 1515 | 1553 | 1787 | 1887 | 1900 | 1920 | 1950 | 1970 | 2010  | 2024  |
| 64   | 44   | 55   | 300  | 454  | 360  | 453  | 433  | 443  | 1.019 | 1.219 |

## Festes locals
- A mitjans de juliol, Festa Major
- 10 setembre, Festa Major Petita
- El tercer diumenge d'octubre. la Festa de la Poma

## Geografia
- Ullà: és el nucli antic del municipi format pel raval de dalt i el raval de baix.
- La Roqueta: consta de la part més nova d'Ullà i la més propera a Torroella de Montgrí.

## Entitats
- El Club Futur Esport és un club esportiu d'Ullà fundat el 2010 que, tot i que neix d'un conjunt d'aficionats al ciclisme, el club vol promoure una activitat esportiva de base i amb un caràcter multidisciplinari.[1] El club té una marcada vocació formativa, centrant la seva activitat en l'Escola Esportiva Futur Esport, mirant d'oferir una formació esportiva integral als nens i nenes, tot aprofitant el potencial de l'esport per la transmissió de valors positius.[2] La vocació docent del club queda reflectida en l'organització d'activitats com ara la Primera jornada formativa de ciclisme infantil.[3]

## Serveis
- Té una casa rural i restaurant amb piscina anomenada Can Junqué, que fou construïda l'any 1609.